# Présentation assistée par ordinateur

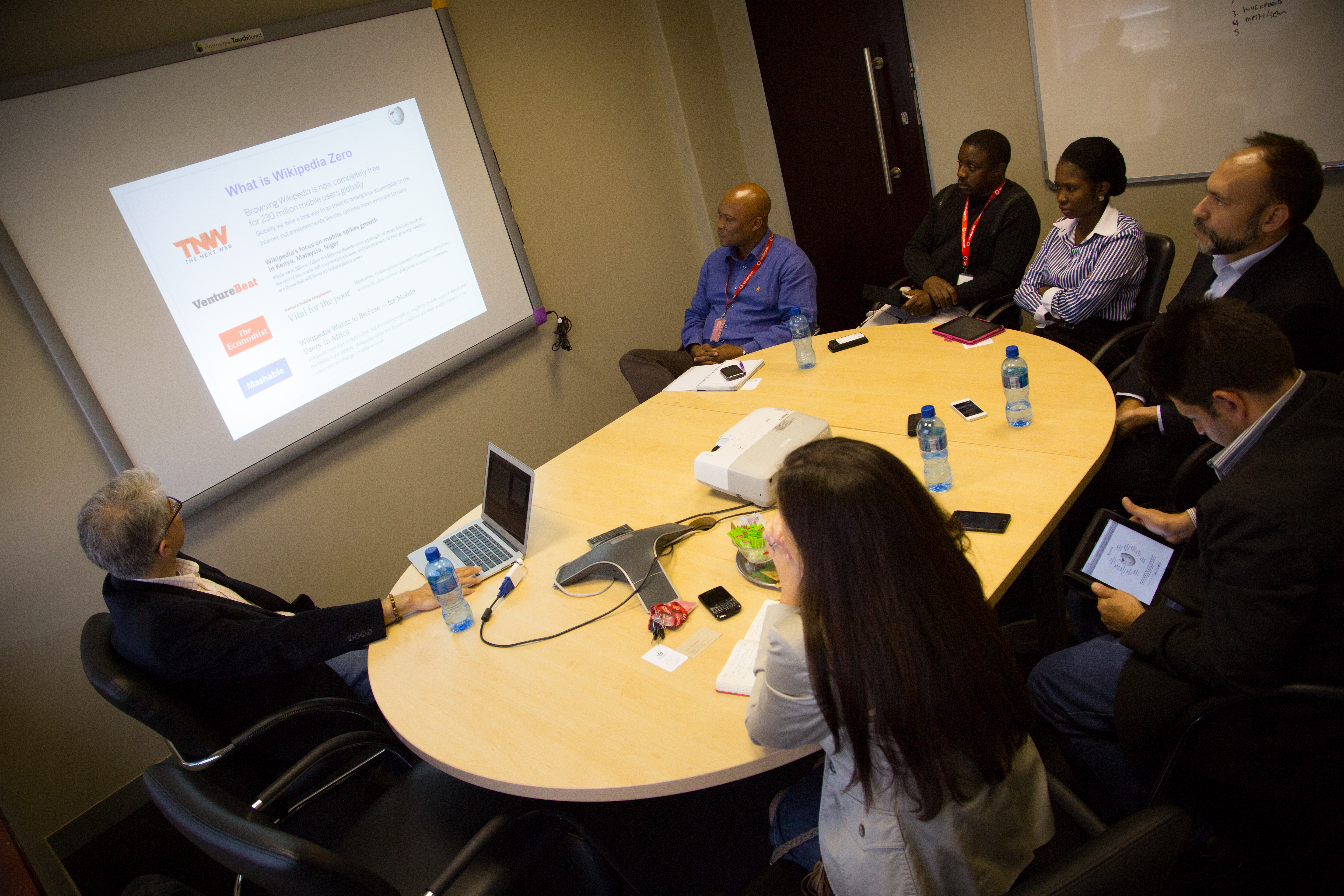
Groupe de personnes réunies autour d'une présentation assistée par ordinateur.

La Présentation assistée par ordinateur ou PréAO consiste en la réalisation de diaporama à l'aide d'un logiciel approprié, généralement inclus dans une suite bureautique (le plus souvent Microsoft PowerPoint ou LibreOffice Impress).
Il ne faut la confondre avec la PAO (Publication assistée par ordinateur).

## Logiciels
PowerPoint est le logiciel le plus utilisé dans le domaine de la PréAO, il est quasiment devenu un terme générique pour désigner une présentation.
Cependant il existe des alternatives dans le monde libre, avec OpenOffice.org Impress de la suite OpenOffice, et LibreOffice Impress, ou encore NeoOffice Impress et Keynote dans le monde Apple.